# 贝姨
《贝姨》是法国作家巴尔扎克写于1846年的一部小说，直译为“贝蒂表妹”，《贝姨》为翻译家傅雷采用的译名。该小说被多次改编为电影和电视，其中包括1997年杰西卡·兰格主演的电影。
小说讲述了一个穷苦的女孩在一个妓女的帮助下，夺取她富有的亲戚的生活的故事。
美国影星贝蒂·戴维斯在该书的影响下，将自己的名字拼写由"Betty"改为"Bette"。